# Naudea louwae
Naudea louwae är en kräftdjursart som beskrevs av Brian Frederick Kensley1979. Naudea louwae ingår i släktet Naudea och familjen Bathynataliidae. Inga underarter finns listade i Catalogue of Life.